# توکوگاوا ایه‌ناری
توکوگاوا ایه‌ناری ((به ژاپنی: 徳川 家斉 Tokugawa Ienari); ۱۸ نوامبر ۱۷۷۳ – ۲۲ مارس ۱۸۴۱) یازدهمین شوگون از شوگون‌سالاری توکوگاوا بود.

## فرزندان
او در سال ۱۷۷۳ به عنوان پسر ارشد هیتوتسوباشی هاروسادا، دومین رهبر خاندان هیتوتسوباشی توکوگاوا به دنیا آمد، بعداً توسط توکوگاوا ایه‌هارو، دهمین شوگونی که فرزند قانونی خود را از دست داده بود، به فرزندخواندگی پذیرفته شد و و پس از مرگ ناگهانی ایه‌هارو در سال ۱۷۸۷، در سن ۱۵ سالگی به عنوان شوگون منصوب شد. پس از ۵۰ سال سلطنت به عنوان شوگون، طولانی‌ترین دوره شوگونی در تاریخ شوگون سالاری توکوگاوا، او منصب شوگون را به پسرش توکوگاوا ایه‌یوشی سپرد و در سال ۱۸۴۱ در سن ۶۹ سالگی درگذشت. سوابق نشان می‌دهد که توکوگاوا ایه‌ناری ۵۳ فرزند داشته است و تقریباً هر سال بین ۱۷ تا ۵۵ سال صاحب فرزند می‌شود و نام ۲۶ پسر و ۲۷ دختر تأیید شده است. علاوه بر این، به نظر می‌رسد که او حدود هفت فرزند داشته است که قبل از به دنیا آمدن آنها سقط شده‌اند، و او را به فردی که این تعداد فرزند داشته است، بسیار بیشتر از هر فئودال دیگری در زمان خود، از جمله خانواده شوگون، تبدیل کرده است. او ۲۴ سوکوشیتسو (زن غیر اصلی) داشت، از جمله کودای‌ئین، دختر شیمازو شیگه‌هیده، هشتمین ارباب قلمرو ساتسوما، که همسر اصلی او بود. این به این دلیل بود که در آن زمان «ایجاد جانشین» مهم‌ترین وظیفه رسمی شوگون‌ها و دایمیوها بود. در این زمان، بیشتر رهبری عملی در شوگون سالاری و هر حوزه توسط دست‌نشانده‌ها انجام می‌شد و آنچه از شوگون‌ها و دایمیو انتظار می‌رفت ایجاد یک جانشینی قوی برای اطمینان از ادامه نسل «خانواده» بود. ایه‌ناری خود «فرزند خوانده» شوگون بود و مسئول ادامه شوگون سالاری بود که به نظر می‌رسد او را به بچه دار شدن تشویق کرده است.
دوران ایه‌ناری دوران شکوفایی اواوکو (حرم‌سرا) بود، و تعداد زنان مقیم در اواوکو به بیش از ۱۵۰۰ نفر می‌رسید. نیمی از فرزندان او قبل از بلوغ مردند، اما ۱۳ پسر و ۱۲ دختر به بلوغ رسیدند. گفته می‌شود که در دوره ادو، تقریباً ۲۷۰ خانواده فئودال وجود داشت و ایه‌ناری در مجموع ۲۷ فرزند خود را به عنوان فرزند خوانده یا همسر در سه خاندان اصلی و همچنین در قلمروهای اصلی فئودالی مانند قلمرو آیزو و قلمرو کاگا داشت. این تعداد معادل یک دهم کل خانواده‌های دایمیوهای آن زمان است. به نظر می‌رسد که ایه‌ناری با وارث قرار دادن فرزندان خود در همه دامنه‌های بزرگ و تبدیل آنها به خانواده شوگون، دیکتاتوری شوگون را مدنظر داشته است. فقط برای آماده‌سازی برای استقبال از فرزند شوگون، پول زیادی نیاز بود. به عنوان مثال، گفته می‌شود که قلمرو هیمه‌جی با ازدواج با فرزند چهل و پنجم ایه‌ناری دچار بحران مالی شد. از این نظر، این نوع ازدواج‌های سیاسی بر تضعیف قدرت مالی دایمیوها تأثیر داشت.